# Puntius pleurotaenia
Puntius pleurotaenia е вид лъчеперка от семейство Шаранови (Cyprinidae).

## Разпространение
Видът е ендемичен за реките Келани и Нилвала в Шри Ланка.

## Описание
Този вид може да достигне дължина от 16 см.